# Церковь Святой Троицы (Вёшенская)
Церковь Святой Троицы (Троицкая церковь) — бывший православный храм в станице Вёшенской Области Войска Донского.

## История
Решение о возведении храма в станице Вешенская  было принято еще в середине тридцатых годов XIX века.  
14 августа 1838 года согласно указу Архиепископа Новочеркасского и Георгиевского Афанасия к церкви был рукоположен во священники Василий Андреевич Евсеев. Но процесс сбора средств и согласование проекта будущего храма затянулся. 
Церковь Пресвятой Троицы представляла собой точную копию Троицкой церкви города Новочеркасска, которая была  построена по проекту архитектора А.Я. Фарафонтьева.
Процесс строительства церкви был начат не ранее 1840 года. В 1843 году она уже была упомянута как строящаяся.
В 1853 году в восточной части станицы началось строительство каменного храма во имя Святой Троицы с приделом Успения Божьей Матери. Церковь сооружалась на средства казаков в ознаменование их побед за Веру, Царя и Отечество.  В 1856 году здание было отстроено и начались внутренние работы.
Правление станицы оказывало посильную помощь прихожанам в возведении храма деньгами и другими средствами, но всё же этого было недостаточно. Поэтому в 1856—1857 гг. был установлен иконостас только в приделе во имя Успения Божией Матери, находившийся  с правой стороны, то есть с юга, рядом с главным алтарём. На создание иконостаса было потрачено 2050 рублей серебром. Затем были начаты работы по сооружению главного иконостаса, он был закончен только в 1861 году, затраты на него составили 6300 рублей серебром.
Возведение храма в станице обходилось прихожанам недёшево ещё и по той причине, что церковь с колокольней была отстроена из кирпича и покрыта листовым железом.
Храм был освящён  в 1858 году. Его пятиглавое здание было белое, с зелеными куполами. 
В «Церковных ведомостях» за 1905 год  упоминается, что церковь была «каменная, с такой же колокольнею, покрыта листовым железом; крепка и по числу прихожан поместительная; ограда вокруг нее каменная с железною решеткою».
По своей  форме храм был квадратным, имел два входа – паперти: северный и западный. Пять зеленых куполов сверху образовывали крест, символизируя Главу Церкви – Христа и четырех Апостолов Евангелистов: Иоанна, Луку, Марка, Матфея. 
Свято-Троицкая церковь была упомянута М. А. Шолоховым при описании станицы Вешёнской первой четверти XX века: «Вешенская – вся в засыпях желтых песков. Невеселая, плешивая, без садов станица. На площади – старый, посеревший от времени собор, шесть улиц разложены вдоль по течению Дона. Там, где Дон, выгибаясь, уходит от станицы к Базкам, рукавом в заросли тополей отходит озеро, шириной с Дон в мелководье. В конце озера и кончается станица. На маленькой площади, заросшей иглисто-золотой колючкой, - вторая церковь, зеленые купола, зеленая крыша – под цвет зелени разросшихся по ту сторону озера тополей…»
Церковь действовала и после Октябрьской революции. Была закрыта и уничтожена в 1930-х годах: в 1936 году на заседании бюро райкома и президиума РИК(а) было принято решение о её сносе, а 9 февраля 1937 года Свято-Троицкий храм был взорван. Оставшиеся от неё материалы: кирпич, железо и дерево первоначально планировалось использовать для строительства техникума, но разобрать храм так и не получилось и поэтому церковь была взорвана. Кирпич был вывезен на телегах для вымащивания дороги в сторону хутора Гороховский, где тогда были зыбучие пески.
Жители станицы пытались восстановить храм. Был раскопан фундамент. Станичники собрали более 3000 рублей, но т.к. на проект требовалось более 20000 рублей, то собранных средств хватило только на земляные работы по подготовке фундамента, который позже снова закопали. 
На месте бывшего станичного храма в настоящее время построена небольшая часовня с памятным крестом, установленным в 1993 году.